# A 2009-es Tour de France résztvevőinek listája
A 2009-es Tour de France résztvevőinek listáján azok a professzionális országúti kerékpárversenyzők szerepelnek, akik részt vettek a 2009. július 4-26. megrendezett Tour de France-on.

## Csapatok
Összesen 20 csapatot hívtak meg a versenyre. 18 UCI ProTour csapatból 17 vesz részt (a Fuji-Servetto-t nem hívták meg) és még további három is: a Skil–Shimano, a Cervélo TestTeam és az Agritubel. Minden egyes csapatnak 9 kerékpárosa van, így összesen 180 résztvevő versengett, akik között nem volt magyar induló.
Jelmagyarázat
- NR = nem rajtolt el
- FA = feladta
- IK = időlimiten kívül ért be a célba
- † = azokat a versenyzőket jelöli, akik vagy 1984. január 1-jén születtek, vagy az után, a Fiatal Versenyzők Osztályába
- A betűkombinációk utáni szám az adott szakasz száma.

| Cervélo TestTeam CTT       | Cervélo TestTeam CTT             | Cervélo TestTeam CTT | Cervélo TestTeam CTT |
| -------------------------- | -------------------------------- | -------------------- | -------------------- |
| #                          | Versenyző                        | Kor                  | Hely                 |
| 1                          | Carlos Sastre (ESP)              | 34                   | 17.                  |
| 2                          | Íñigo Cuesta (ESP)               | 40                   | 87.                  |
| 3                          | José Ángel Gómez Marchante (ESP) | 29                   | FA/17                |
| 4                          | Volodimir Husztov (UKR)          | 32                   | 45.                  |
| 5                          | Heinrich Haussler (GER)          | 25                   | 97.                  |
| 6                          | Thor Hushovd (NOR)               | 31                   | 106.                 |
| 7                          | Andreas Klier (GER)              | 34                   | 155.                 |
| 8                          | Brett Lancaster (AUS)            | 29                   | 127.                 |
| 9                          | Hayden Roulston (NZL)            | 28                   | 79.                  |
| Csapatvezető: Theo Maucher |                                  |                      |                      |

| Silence–Lotto SIL           | Silence–Lotto SIL           | Silence–Lotto SIL | Silence–Lotto SIL |
| --------------------------- | --------------------------- | ----------------- | ----------------- |
| #                           |                             | Kor               | Hely              |
| 11                          | Cadel Evans (AUS)           | 32                | 30.               |
| 12                          | Mickaël Delage (FRA)        | 23                | 102.              |
| 13                          | Sebastian Lang (GER)        | 29                | 76.               |
| 14                          | Matthew Lloyd (AUS)         | 26                | 46.               |
| 15                          | Staf Scheirlinckx (BEL)     | 30                | 123.              |
| 16                          | Greg Van Avermaet (BEL)     | 24                | 89.               |
| 17                          | Jurgen Van den Broeck (BEL) | 26                | 15.               |
| 18                          | Johan Vansummeren (BEL)     | 28                | 93.               |
| 19                          | Charles Wegelius (GBR)      | 31                | 59.               |
| Csapatvezető: Marc Sergeant |                             |                   |                   |

| Astana AST                   | Astana AST                                        | Astana AST | Astana AST |
| ---------------------------- | ------------------------------------------------- | ---------- | ---------- |
| #                            |                                                   | Kor        | Hely       |
| 21                           | Alberto Contador (ESP) · → Spanyol időfutambajnok | 26         | 1.         |
| 22                           | Lance Armstrong (USA)                             | 37         | 3.         |
| 23                           | Andreas Klöden (GER)                              | 34         | 6.         |
| 24                           | Levi Leipheimer (USA)                             | 35         | NR/13      |
| 25                           | Dmitrij Muravjov (KAZ)                            | 30         | 148.       |
| 26                           | Sérgio Paulinho (POR)                             | 29         | 35.        |
| 27                           | Jaroszlav Popovics (UKR)                          | 29         | 41.        |
| 28                           | Grégory Rast (SUI)                                | 29         | 139.       |
| 29                           | Haimar Zubeldia (ESP)                             | 32         | 28.        |
| Csapatvezető: Johan Bruyneel |                                                   |            |            |

| Team Saxo Bank SAX        | Team Saxo Bank SAX                                  | Team Saxo Bank SAX | Team Saxo Bank SAX |
| ------------------------- | --------------------------------------------------- | ------------------ | ------------------ |
| #                         |                                                     | Kor                | Hely               |
| 31                        | Andy Schleck (LUX) · → Luxemburgi országúti bajnok  | 24                 | 2.                 |
| 32                        | Kurt Asle Arvesen (NOR) · → Norvég országúti bajnok | 34                 | NR/11              |
| 33                        | Fabian Cancellara (SUI) · → Svájci országúti bajnok | 28                 | 91.                |
| 34                        | Gustav Larsson (SWE)                                | 28                 | 50.                |
| 35                        | Stuart O’Grady (AUS)                                | 35                 | 124.               |
| 36                        | Fränk Schleck (LUX)                                 | 29                 | 5.                 |
| 37                        | Chris Anker Sørensen (DEN)                          | 34                 | 34.                |
| 38                        | Nicki Sørensen (DEN)                                | 24                 | 31.                |
| 39                        | Jens Voigt (GER)                                    | 37                 | FA/16              |
| Csapatvezető: Bjarne Riis |                                                     |                    |                    |

| Rabobank RAB                | Rabobank RAB              | Rabobank RAB | Rabobank RAB |
| --------------------------- | ------------------------- | ------------ | ------------ |
| #                           |                           | Kor          | Hely         |
| 41                          | Gyenyisz Menysov (RUS)    | 31           | 51.          |
| 42                          | Stef Clement (NED)        | 26           | 118.         |
| 43                          | Juan Antonio Flecha (ESP) | 31           | 103.         |
| 44                          | Óscar Freire (ESP)        | 33           | 99.          |
| 45                          | Juan Manuel Gárate (ESP)  | 33           | 62.          |
| 46                          | Robert Gesink (NED)       | 23           | NR/6         |
| 47                          | Grischa Niermann (GER)    | 33           | 54.          |
| 48                          | Joost Posthuma (NED)      | 28           | 73.          |
| 49                          | Laurens ten Dam (NED)     | 28           | 60.          |
| Csapatvezető: Harold Knebel |                           |              |              |

| Garmin–Slipstream GRM            | Garmin–Slipstream GRM                             | Garmin–Slipstream GRM | Garmin–Slipstream GRM |
| -------------------------------- | ------------------------------------------------- | --------------------- | --------------------- |
| #                                |                                                   | Kor                   | Hely                  |
| 51                               | Christian Vande Velde (USA)                       | 33                    | 8.                    |
| 52                               | Julian Dean (NZL)                                 | 34                    | 121.                  |
| 53                               | Tyler Farrar (USA)                                | 25                    | 151.                  |
| 54                               | Ryder Hesjedal (CAN)                              | 28                    | 49.                   |
| 55                               | Martijn Maaskant (NED)                            | 25                    | 98.                   |
| 56                               | David Millar (GBR)                                | 32                    | 85.                   |
| 57                               | Danny Pate (USA)                                  | 30                    | 141.                  |
| 58                               | Bradley Wiggins (GBR)                             | 29                    | 4.                    |
| 59                               | David Zabriskie (USA) · → Amerikai időfutambajnok | 30                    | 77.                   |
| Csapatvezető: Jonathan Vaughters |                                                   |                       |                       |

| Team Columbia–HTC THR       | Team Columbia–HTC THR                                                | Team Columbia–HTC THR | Team Columbia–HTC THR |
| --------------------------- | -------------------------------------------------------------------- | --------------------- | --------------------- |
| #                           |                                                                      | Kor                   | Hely                  |
| 71                          | Mark Cavendish (GBR)                                                 | 24                    | 131.                  |
| 72                          | Bernhard Eisel (AUT)                                                 | 28                    | 150.                  |
| 73                          | Bert Grabsch (GER) · → Időfutam-világbajnok · → Német időfutambajnok | 34                    | 134.                  |
| 74                          | George Hincapie (USA)                                                | 36                    | 19.                   |
| 75                          | Tony Martin (GER)                                                    | 24                    | 36.                   |
| 76                          | Kim Kirchen (LUX) · → Luxemburgi időfutambajnok                      | 31                    | 57.                   |
| 77                          | Maxime Monfort (BEL)                                                 | 26                    | 27.                   |
| 78                          | Mark Renshaw (AUS)                                                   | 26                    | 149.                  |
| 79                          | Michael Rogers (AUS) · → Ausztrál időfutambajnok                     | 29                    | 101.                  |
| Csapatvezető: Bob Stapleton |                                                                      |                       |                       |

| Euskaltel–Euskadi EUS         | Euskaltel–Euskadi EUS | Euskaltel–Euskadi EUS | Euskaltel–Euskadi EUS |
| ----------------------------- | --------------------- | --------------------- | --------------------- |
| #                             |                       | Kor                   | Hely                  |
| 61                            | Mikel Astarloza (ESP) | 29                    | 11.                   |
| 62                            | Igor Antón (ESP)      | 26                    | 66.                   |
| 63                            | Koldo Fernández (ESP) | 27                    | IK/8                  |
| 64                            | Egoi Martínez (ESP)   | 31                    | 44.                   |
| 65                            | Juan José Oroz (ESP)  | 28                    | 107.                  |
| 66                            | Alan Pérez (ESP)      | 26                    | IK/19                 |
| 67                            | Rubén Pérez (ESP)     | 27                    | 72.                   |
| 68                            | Amets Txurruka (ESP)  | 26                    | IK/19                 |
| 69                            | Gorka Verdugo (ESP)   | 30                    | 61.                   |
| Csapatvezető: Miguel Madariga |                       |                       |                       |

| Ag2r–La Mondiale ALM         | Ag2r–La Mondiale ALM                        | Ag2r–La Mondiale ALM | Ag2r–La Mondiale ALM |
| ---------------------------- | ------------------------------------------- | -------------------- | -------------------- |
| #                            |                                             | Kor                  | Hely                 |
| 81                           | Vlagyimir Jefimkin (RUS)                    | 27                   | FA/15                |
| 82                           | José Luis Arrieta (ESP)                     | 38                   | 81.                  |
| 83                           | Cyril Dessel (FRA)                          | 34                   | FA/17                |
| 84                           | Hubert Dupont (FRA)                         | 28                   | 33.                  |
| 85                           | Stéphane Goubert (FRA)                      | 39                   | 16.                  |
| 86                           | Lloyd Mondory (FRA)                         | 27                   | 133.                 |
| 87                           | Rinaldo Nocentini (ITA)                     | 31                   | 14.                  |
| 88                           | Christophe Riblon (FRA)                     | 28                   | 82.                  |
| 89                           | Nicolas Roche (IRL) · → Ír országúti bajnok | 25                   | 23.                  |
| Csapatvezető: Vincent Lavenu |                                             |                      |                      |

| Liquigas LIQ                 | Liquigas LIQ                 | Liquigas LIQ | Liquigas LIQ |
| ---------------------------- | ---------------------------- | ------------ | ------------ |
| #                            |                              | Kor          | Hely         |
| 91                           | Franco Pellizotti (ITA)      | 31           | 37.          |
| 92                           | Daniele Bennati (ITA)        | 28           | 135.         |
| 93                           | Roman Kreuziger (CZE)        | 23           | 9.           |
| 94                           | Alekszandr Kuscsinszki (BLR) | 29           | 92.          |
| 95                           | Vincenzo Nibali (ITA)        | 24           | 7.           |
| 96                           | Fabio Sabatini (ITA)         | 24           | 147.         |
| 97                           | Brian Vandborg (DEN)         | 27           | 116.         |
| 98                           | Alessandro Vanotti (ITA)     | 28           | 120.         |
| 99                           | Frederik Willems (BEL)       | 29           | 86.          |
| Csapatvezető: Roberto Amadio |                              |              |              |

| Française des Jeux FDJ    | Française des Jeux FDJ                                    | Française des Jeux FDJ | Française des Jeux FDJ |
| ------------------------- | --------------------------------------------------------- | ---------------------- | ---------------------- |
| #                         |                                                           | Kor                    | Hely                   |
| 101                       | Sandy Casar (FRA)                                         | 30                     | 12.                    |
| 102                       | Jérôme Coppel (FRA)                                       | 22                     | FA/12                  |
| 103                       | Anthony Geslin (FRA)                                      | 29                     | 119.                   |
| 104                       | Jauhenyi Hutarovics (BLR) · → Fehérorosz országúti bajnok | 25                     | 156.                   |
| 105                       | Sébastien Joly (FRA)                                      | 30                     | FA/7                   |
| 106                       | Christophe Le Mével (FRA)                                 | 28                     | 10.                    |
| 107                       | Jérémy Roy (FRA)                                          | 26                     | 48.                    |
| 108                       | Benoît Vaugrenard (FRA)                                   | 27                     | 142.                   |
| 109                       | Jussi Veikkanen (FIN)                                     | 28                     | 108.                   |
| Csapatvezető: Marc Madiot |                                                           |                        |                        |

| Caisse d'Epargne GCE                | Caisse d'Epargne GCE      | Caisse d'Epargne GCE | Caisse d'Epargne GCE |
| ----------------------------------- | ------------------------- | -------------------- | -------------------- |
| #                                   |                           | Kor                  | Hely                 |
| 111                                 | Óscar Pereiro (ESP)       | 31                   | FA/8                 |
| 112                                 | David Arroyo (ESP)        | 29                   | 69.                  |
| 113                                 | Rui Costa (POR)           | 23                   | FA/12                |
| 114                                 | Arnaud Coyot (FRA)        | 28                   | 114.                 |
| 115                                 | José Iván Gutiérrez (ESP) | 30                   | 71.                  |
| 116                                 | Luis Pasamontes (ESP)     | 29                   | 39.                  |
| 117                                 | José Joaquín Rojas (ESP)  | 24                   | 84.                  |
| 118                                 | Luis León Sánchez (ESP)   | 25                   | 26.                  |
| 119                                 | Rigoberto Urán (COL)      | 22                   | 52.                  |
| Csapatvezető: José-Miguel Echavarri |                           |                      |                      |

| Cofidis COF              | Cofidis COF            | Cofidis COF | Cofidis COF |
| ------------------------ | ---------------------- | ----------- | ----------- |
| #                        |                        | Kor         | Hely        |
| 121                      | David Moncoutié (FRA)  | 34          | 58.         |
| 122                      | Stéphane Augé (FRA)    | 34          | 136.        |
| 123                      | Samuel Dumoulin (FRA)  | 28          | 137.        |
| 124                      | Leonardo Duque (COL)   | 29          | 94.         |
| 125                      | Bingen Fernández (ESP) | 36          | 105.        |
| 126                      | Christophe Kern (FRA)  | 28          | 75.         |
| 127                      | Sébastien Minard (FRA) | 27          | 38.         |
| 128                      | Amaël Moinard (FRA)    | 27          | 65.         |
| 129                      | Rémi Pauriol (FRA)     | 27          | 43.         |
| Csapatvezető: Éric Boyer |                        |             |             |

| Lampre–N.G.C. LAM              | Lampre–N.G.C. LAM                                 | Lampre–N.G.C. LAM | Lampre–N.G.C. LAM |
| ------------------------------ | ------------------------------------------------- | ----------------- | ----------------- |
| #                              |                                                   | Kor               | Hely              |
| 131                            | Alessandro Ballan (ITA) · → Országúti világbajnok | 29                | 95.               |
| 132                            | Marco Bandiera (ITA)                              | 25                | 145.              |
| 133                            | Marzio Bruseghin (ITA)                            | 35                | 80.               |
| 134                            | Angelo Furlan (ITA)                               | 32                | FA/12             |
| 135                            | David Loosli (SUI)                                | 29                | 53.               |
| 136                            | Daniele Righi (ITA)                               | 33                | 110.              |
| 137                            | Mauro Santambrogio (ITA)                          | 24                | 132.              |
| 138                            | Marcin Sapa (POL)                                 | 33                | 146.              |
| 139                            | Simon Špilak (SLO)                                | 23                | 109.              |
| Csapatvezető: Giuseppe Saronni |                                                   |                   |                   |

| Bbox Bouygues Telecom BBO          | Bbox Bouygues Telecom BBO | Bbox Bouygues Telecom BBO | Bbox Bouygues Telecom BBO |
| ---------------------------------- | ------------------------- | ------------------------- | ------------------------- |
| #                                  |                           | Kor                       | Hely                      |
| 141                                | Thomas Voeckler (FRA)     | 30                        | 67.                       |
| 142                                | Arasiro Jukija (JPN)      | 24                        | 130.                      |
| 143                                | William Bonnet (FRA)      | 27                        | 129.                      |
| 144                                | Pierrick Fédrigo (FRA)    | 30                        | 56.                       |
| 145                                | Saïd Haddou (FRA)         | 26                        | 143.                      |
| 146                                | Laurent Lefèvre (FRA)     | 33                        | 42.                       |
| 147                                | Alexandre Pichot (FRA)    | 26                        | 117.                      |
| 148                                | Pierre Rolland (FRA)      | 22                        | 22.                       |
| 149                                | Jurij Trofimov (RUS)      | 25                        |                           |
| Csapatvezető: Jean-René Bernaudeau |                           |                           |                           |

| Quick Step QST                 | Quick Step QST                              | Quick Step QST | Quick Step QST |
| ------------------------------ | ------------------------------------------- | -------------- | -------------- |
| #                              |                                             | Kor            | Hely           |
| 151                            | Sylvain Chavanel (FRA)                      | 30             | 20.            |
| 152                            | Carlos Barredo (ESP)                        | 28             | 63.            |
| 153                            | Tom Boonen (BEL) · → Belga országúti bajnok | 28             | NR/15          |
| 154                            | Steven de Jongh (NED)                       | 35             | 153.           |
| 155                            | Stijn Devolder (BEL)                        | 29             | 83.            |
| 156                            | Jérôme Pineau (FRA)                         | 29             | 88.            |
| 157                            | Sébastien Rosseler (BEL)                    | 27             | 104.           |
| 158                            | Matteo Tosatto (ITA)                        | 35             | 115.           |
| 159                            | Jurgen Van De Walle (BEL)                   | 32             | NR/3           |
| Csapatvezető: Patrick Lefevere |                                             |                |                |

| Katyusa KAT                   | Katyusa KAT                                      | Katyusa KAT | Katyusa KAT |
| ----------------------------- | ------------------------------------------------ | ----------- | ----------- |
| #                             |                                                  | Kor         | Hely        |
| 161                           | Vlagyimir Karpec (RUS)                           | 28          | 13.         |
| 162                           | Alekszandr Bocsarov (RUS)                        | 35          | 18.         |
| 163                           | Joan Horrach (ESP)                               | 34          | 74.         |
| 164                           | Mihail Ignatyev (RUS)                            | 28          |             |
| 165                           | Szergej Ivanov (RUS)                             | 22          | 40.         |
| 166                           | Danilo Napolitano (ITA)                          | 27          | IK/9        |
| 167                           | Filippo Pozzato (ITA) · → Olasz országúti bajnok | 34          | 100.        |
| 168                           | Nyikolaj Truszov (RUS)                           | 23          | 122.        |
| 169                           | Stijn Vandenbergh (BEL)                          | 24          | 96.         |
| Csapatvezető: Stefano Feltrin |                                                  |             |             |

| Agritubel AGR              | Agritubel AGR           | Agritubel AGR | Agritubel AGR |
| -------------------------- | ----------------------- | ------------- | ------------- |
| #                          |                         | Kor           | Hely          |
| 171                        | Christophe Moreau (FRA) | 38            | 29.           |
| 172                        | Maxime Bouet (FRA)      | 22            | 70.           |
| 173                        | Sylvain Calzati (FRA)   | 30            | 55.           |
| 174                        | Brice Feillu (FRA)      | 23            | 25.           |
| 175                        | Romain Feillu (FRA)     | 25            | FA/12         |
| 176                        | Eduard Gonzalo (ESP)    | 25            | FA/8          |
| 177                        | David Le Lay (FRA)      | 29            | FA/8          |
| 178                        | Geoffroy Lequatre (FRA) | 28            | 64.           |
| 179                        | Nicolas Vogondy (FRA)   | 31            | 68.           |
| Csapatvezető: David Fornes |                         |               |               |

| Team Milram MRM                | Team Milram MRM           | Team Milram MRM | Team Milram MRM |
| ------------------------------ | ------------------------- | --------------- | --------------- |
| #                              |                           | Kor             | Hely            |
| 181                            | Linus Gerdemann (GER)     | 26              | 24.             |
| 182                            | Gerald Ciolek (GER)       | 22              | 126.            |
| 183                            | Markus Fothen (GER)       | 27              | 125.            |
| 184                            | Johannes Fröhlinger (GER) | 24              | 78.             |
| 185                            | Christian Knees (GER)     | 28              | 21.             |
| 186                            | Niki Terpstra (NED)       | 25              | 152.            |
| 187                            | Peter Velits (SVK)        | 24              | 32.             |
| 188                            | Fabian Wegmann (GER)      | 29              | 138.            |
| 189                            | Peter Wrolich (AUT)       | 35              | NR/8            |
| Csapatvezető: Gerry van Gerwen |                           |                 |                 |

| Skil–Shimano SKS               | Skil–Shimano SKS       | Skil–Shimano SKS | Skil–Shimano SKS |
| ------------------------------ | ---------------------- | ---------------- | ---------------- |
| #                              |                        | Kor              | Hely             |
| 191                            | Cyril Lemoine (FRA)    | 26               | 144.             |
| 192                            | Beppu Fumijuki (JPN)   | 26               | 112.             |
| 193                            | Koen de Kort (NED)     | 26               | 111.             |
| 194                            | Simon Geschke (GER)    | 23               | 113.             |
| 195                            | Jonathan Hivert (FRA)  | 24               | 154.             |
| 196                            | Thierry Hupond (FRA)   | 24               | 90.              |
| 197                            | Piet Rooijakkers (NED) | 28               | FA/4             |
| 198                            | Albert Timmer (NED)    | 24               | 128.             |
| 199                            | Kenny van Hummel (NED) | 26               | FA/17            |
| Csapatvezető: Iwan Spekenbrink |                        |                  |                  |

## Versenyzők
Jelmagyarázat
- NR = nem rajtolt el
- FA = feladta
- IK = időlimiten kívül ért be a célba
- † = azokat a versenyzőket jelöli, akik vagy 1984. január 1-jén születtek, vagy az után, a Fiatal Versenyzők Osztályába
- A betűkombinációk utáni szám az adott szakasz száma.

| #   | Versenyző                                                  | Csapat                | Állampolgárság            | Kor | Hely. |
| 1   | Carlos Sastre                                              | Cervélo TestTeam      | Spanyolország             | 34  | 17    |
| 2   | Íñigo Cuesta                                               | Cervélo TestTeam      | Spanyolország             | 40  | 87    |
| 3   | José Ángel Gómez Marchante                                 | Cervélo TestTeam      | Spanyolország             | 29  | FA-17 |
| 4   | Volodimir Husztov                                          | Cervélo TestTeam      | Ukrajna                   | 32  | 45    |
| 5   | Heinrich Haussler                                          | Cervélo TestTeam      | Németország               | 25† | 97    |
| 6   | Thor Hushovd                                               | Cervélo TestTeam      | Norvégia                  | 31  | 106   |
| 7   | Andreas Klier                                              | Cervélo TestTeam      | Németország               | 33  | 155   |
| 8   | Brett Lancaster                                            | Cervélo TestTeam      | Ausztrália                | 29  | 127   |
| 9   | Hayden Roulston                                            | Cervélo TestTeam      | Új-Zéland                 | 28  | 79    |
| 11  | Cadel Evans                                                | Silence-Lotto         | Ausztrália                | 32  | 30    |
| 12  | Mickaël Delage                                             | Silence-Lotto         | Franciaország             | 23† | 101   |
| 13  | Sebastian Lang                                             | Silence-Lotto         | Németország               | 29  | 76    |
| 14  | Matthew Lloyd                                              | Silence-Lotto         | Ausztrália                | 26  | 46    |
| 15  | Staf Scheirlinckx                                          | Silence-Lotto         | Belgium                   | 30  | 123   |
| 16  | Greg Van Avermaet                                          | Silence-Lotto         | Belgium                   | 24† | 89    |
| 17  | Jurgen Van Den Broeck                                      | Silence-Lotto         | Belgium                   | 26  | 15    |
| 18  | Johan Vansummeren                                          | Silence-Lotto         | Belgium                   | 28  | 93    |
| 19  | Charles Wegelius                                           | Silence-Lotto         | Egyesült Királyság        | 31  | 59    |
| 21  | Alberto Contador → Spanyol időfutambajnok                  | Astana                | Spanyolország             | 26  | 1     |
| 22  | Lance Armstrong                                            | Astana                | Amerikai Egyesült Államok | 37  | 3     |
| 23  | Andreas Klöden                                             | Astana                | Németország               | 34  | 6     |
| 24  | Levi Leipheimer                                            | Astana                | Amerikai Egyesült Államok | 35  | NR-13 |
| 25  | Dmitrij Muravjov                                           | Astana                | Kazahsztán                | 30  | 148   |
| 26  | Sérgio Paulinho                                            | Astana                | Portugália                | 29  | 35    |
| 27  | Jaroszlav Popovics                                         | Astana                | Ukrajna                   | 29  | 41    |
| 28  | Grégory Rast                                               | Astana                | Svájc                     | 29  | 138   |
| 29  | Haimar Zubeldia                                            | Astana                | Spanyolország             | 32  | 27    |
| 31  | Andy Schleck → Luxemburgi országúti bajnok                 | Team Saxo Bank        | Luxemburg                 | 24† | 2     |
| 32  | Kurt Asle Arvesen → Norvég országúti bajnok                | Team Saxo Bank        | Norvégia                  | 34  | NR-11 |
| 33  | Fabian Cancellara → Svájci országúti bajnok                | Team Saxo Bank        | Svájc                     | 28  | 91    |
| 34  | Gustav Larsson                                             | Team Saxo Bank        | Svédország                | 28  | 50    |
| 35  | Stuart O'Grady                                             | Team Saxo Bank        | Ausztrália                | 35  | 124   |
| 36  | Fränk Schleck                                              | Team Saxo Bank        | Luxemburg                 | 29  | 5     |
| 37  | Chris Anker Sørensen                                       | Team Saxo Bank        | Dánia                     | 24† | 34    |
| 38  | Nicki Sørensen                                             | Team Saxo Bank        | Dánia                     | 34  | 31    |
| 39  | Jens Voigt                                                 | Team Saxo Bank        | Németország               | 37  | FA-16 |
| 41  | Gyenyisz Nyikolajevics Menysov                             | Rabobank              | Oroszország               | 31  | 51    |
| 42  | Stef Clement                                               | Rabobank              | Hollandia                 | 26  | 118   |
| 43  | Juan Antonio Flecha                                        | Rabobank              | Spanyolország             | 31  | 102   |
| 44  | Óscar Freire                                               | Rabobank              | Spanyolország             | 33  | 99    |
| 45  | Juan Manuel Gárate                                         | Rabobank              | Spanyolország             | 33  | 62    |
| 46  | Robert Gesink                                              | Rabobank              | Hollandia                 | 23† | NR-6  |
| 47  | Grischa Niermann                                           | Rabobank              | Németország               | 33  | 54    |
| 48  | Joost Posthuma                                             | Rabobank              | Hollandia                 | 28  | 73    |
| 49  | Laurens ten Dam                                            | Rabobank              | Hollandia                 | 28  | 60    |
| 51  | Christian Vande Velde                                      | Garmin–Slipstream     | Amerikai Egyesült Államok | 33  | 8     |
| 52  | Julian Dean                                                | Garmin–Slipstream     | Új-Zéland                 | 34  | 121   |
| 53  | Tyler Farrar                                               | Garmin–Slipstream     | Amerikai Egyesült Államok | 25† | 151   |
| 54  | Ryder Hesjedal                                             | Garmin–Slipstream     | Kanada                    | 28  | 49    |
| 55  | Martijn Maaskant                                           | Garmin–Slipstream     | Hollandia                 | 25  | 98    |
| 56  | David Millar                                               | Garmin–Slipstream     | Egyesült Királyság        | 32  | 85    |
| 57  | Danny Pate                                                 | Garmin–Slipstream     | Amerikai Egyesült Államok | 30  | 141   |
| 58  | Bradley Wiggins                                            | Garmin–Slipstream     | Egyesült Királyság        | 29  | 4     |
| 59  | David Zabriskie → Amerikai időfutambajnok                  | Garmin–Slipstream     | Amerikai Egyesült Államok | 30  | 77    |
| 61  | Mikel Astarloza                                            | Euskaltel-Euskadi     | Spanyolország             | 29  | 11    |
| 62  | Igor Antón                                                 | Euskaltel-Euskadi     | Spanyolország             | 26  | 66    |
| 63  | Koldo Fernández                                            | Euskaltel-Euskadi     | Spanyolország             | 27  | IK-8  |
| 64  | Egoi Martínez                                              | Euskaltel-Euskadi     | Spanyolország             | 31  | 44    |
| 65  | Juan José Oroz                                             | Euskaltel-Euskadi     | Spanyolország             | 28  | 107   |
| 66  | Alan Pérez                                                 | Euskaltel-Euskadi     | Spanyolország             | 26  | IK-19 |
| 67  | Rubén Pérez                                                | Euskaltel-Euskadi     | Spanyolország             | 27  | 72    |
| 68  | Amets Txurruka                                             | Euskaltel-Euskadi     | Spanyolország             | 26  | IK-19 |
| 69  | Gorka Verdugo                                              | Euskaltel-Euskadi     | Spanyolország             | 30  | 61    |
| 71  | Mark Cavendish                                             | Team Columbia–HTC     | Egyesült Királyság        | 24† | 131   |
| 72  | Bernhard Eisel                                             | Team Columbia–HTC     | Ausztria                  | 28  | 150   |
| 73  | Bert Grabsch → Időfutam-világbajnok → Német időfutambajnok | Team Columbia–HTC     | Németország               | 34  | 134   |
| 74  | George Hincapie                                            | Team Columbia–HTC     | Amerikai Egyesült Államok | 36  | 19    |
| 75  | Kim Kirchen → Luxemburgi időfutambajnok                    | Team Columbia–HTC     | Luxemburg                 | 31  | 57    |
| 76  | Tony Martin                                                | Team Columbia–HTC     | Németország               | 24† | 36    |
| 77  | Maxime Monfort                                             | Team Columbia–HTC     | Belgium                   | 26  | 28    |
| 78  | Mark Renshaw                                               | Team Columbia–HTC     | Ausztrália                | 26  | 149   |
| 79  | Michael Rogers → Ausztrál időfutambajnok                   | Team Columbia–HTC     | Ausztrália                | 29  | 103   |
| 81  | Vlagyimir Jefimkin                                         | Ag2r-La Mondiale      | Oroszország               | 27  | FA-15 |
| 82  | José Luis Arrieta                                          | Ag2r-La Mondiale      | Spanyolország             | 38  | 81    |
| 83  | Cyril Dessel                                               | Ag2r-La Mondiale      | Franciaország             | 34  | FA-17 |
| 84  | Hubert Dupont                                              | Ag2r-La Mondiale      | Franciaország             | 28  | 33    |
| 85  | Stéphane Goubert                                           | Ag2r-La Mondiale      | Franciaország             | 39  | 16    |
| 86  | Lloyd Mondory                                              | Ag2r-La Mondiale      | Franciaország             | 27  | 133   |
| 87  | Rinaldo Nocentini                                          | Ag2r-La Mondiale      | Olaszország               | 31  | 14    |
| 88  | Christophe Riblon                                          | Ag2r-La Mondiale      | Franciaország             | 28  | 82    |
| 89  | Nicolas Roche → Ír országúti bajnok                        | Ag2r-La Mondiale      | Írország                  | 25† | 23    |
| 91  | Franco Pellizotti                                          | Liquigas              | Olaszország               | 31  | 37    |
| 92  | Daniele Bennati                                            | Liquigas              | Olaszország               | 28  | 135   |
| 93  | Roman Kreuziger                                            | Liquigas              | Csehország                | 23† | 9     |
| 94  | Aleksandr Kuschynski                                       | Liquigas              | Fehéroroszország          | 29  | 92    |
| 95  | Vincenzo Nibali                                            | Liquigas              | Olaszország               | 24† | 7     |
| 96  | Fabio Sabatini                                             | Liquigas              | Olaszország               | 24† | 147   |
| 97  | Brian Vandborg                                             | Liquigas              | Dánia                     | 27  | 116   |
| 98  | Alessandro Vanotti                                         | Liquigas              | Olaszország               | 28  | 120   |
| 99  | Frederik Willems                                           | Liquigas              | Belgium                   | 29  | 86    |
| 101 | Sandy Casar                                                | Française des Jeux    | Franciaország             | 30  | 12    |
| 102 | Jérôme Coppel                                              | Française des Jeux    | Franciaország             | 22† | FA-12 |
| 103 | Anthony Geslin                                             | Française des Jeux    | Franciaország             | 29  | 119   |
| 104 | Jauhenyi Hutarovics → Fehérorosz országúti bajnok          | Française des Jeux    | Fehéroroszország          | 25  | 156   |
| 105 | Sébastien Joly                                             | Française des Jeux    | Franciaország             | 30  | FA-7  |
| 106 | Christophe Le Mével                                        | Française des Jeux    | Franciaország             | 28  | 10    |
| 107 | Jérémy Roy                                                 | Française des Jeux    | Franciaország             | 26  | 48    |
| 108 | Benoît Vaugrenard                                          | Française des Jeux    | Franciaország             | 27  | 142   |
| 109 | Jussi Veikkanen                                            | Française des Jeux    | Finnország                | 28  | 108   |
| 111 | Óscar Pereiro                                              | Caisse d'Epargne      | Spanyolország             | 31  | FA-8  |
| 112 | David Arroyo                                               | Caisse d'Epargne      | Spanyolország             | 29  | 69    |
| 113 | Rui Costa                                                  | Caisse d'Epargne      | Portugália                | 23† | NR-12 |
| 114 | Arnaud Coyot                                               | Caisse d'Epargne      | Franciaország             | 28  | 115   |
| 115 | Iván Gutiérrez                                             | Caisse d'Epargne      | Spanyolország             | 30  | 71    |
| 116 | Luis Pasamontes                                            | Caisse d'Epargne      | Spanyolország             | 29  | 39    |
| 117 | José Joaquín Rojas                                         | Caisse d'Epargne      | Spanyolország             | 24† | 84    |
| 118 | Luis León Sánchez                                          | Caisse d'Epargne      | Spanyolország             | 25  | 26    |
| 119 | Rigoberto Urán                                             | Caisse d'Epargne      | Kolumbia                  | 22† | 52    |
| 121 | David Moncoutié                                            | Cofidis               | Franciaország             | 34  | 58    |
| 122 | Stéphane Augé                                              | Cofidis               | Franciaország             | 34  | 136   |
| 123 | Samuel Dumoulin                                            | Cofidis               | Franciaország             | 28  | 139   |
| 124 | Leonardo Duque                                             | Cofidis               | Kolumbia                  | 29  | 94    |
| 125 | Bingen Fernández                                           | Cofidis               | Spanyolország             | 36  | 105   |
| 126 | Christophe Kern                                            | Cofidis               | Franciaország             | 28  | 75    |
| 127 | Sébastien Minard                                           | Cofidis               | Franciaország             | 27  | 38    |
| 128 | Amaël Moinard                                              | Cofidis               | Franciaország             | 27  | 65    |
| 129 | Rémi Pauriol                                               | Cofidis               | Franciaország             | 27  | 43    |
| 131 | Alessandro Ballan → Országúti világbajnok                  | Lampre–N.G.C.         | Olaszország               | 29  | 95    |
| 132 | Marco Bandiera                                             | Lampre–N.G.C.         | Olaszország               | 25† | 145   |
| 133 | Marzio Bruseghin                                           | Lampre–N.G.C.         | Olaszország               | 35  | 80    |
| 134 | Angelo Furlan                                              | Lampre–N.G.C.         | Olaszország               | 32  | FA-12 |
| 135 | David Loosli                                               | Lampre–N.G.C.         | Svájc                     | 29  | 53    |
| 136 | Daniele Righi                                              | Lampre–N.G.C.         | Olaszország               | 33  | 110   |
| 137 | Mauro Santambrogio                                         | Lampre–N.G.C.         | Olaszország               | 24† | 132   |
| 138 | Marcin Sapa                                                | Lampre–N.G.C.         | Lengyelország             | 33  | 146   |
| 139 | Simon Špilak                                               | Lampre–N.G.C.         | Szlovénia                 | 23† | 109   |
| 141 | Thomas Voeckler                                            | Bbox Bouygues Telecom | Franciaország             | 30  | 67    |
| 142 | Yukiya Arashiro                                            | Bbox Bouygues Telecom | Japán                     | 24† | 129   |
| 143 | William Bonnet                                             | Bbox Bouygues Telecom | Franciaország             | 27  | 128   |
| 144 | Pierrick Fédrigo                                           | Bbox Bouygues Telecom | Franciaország             | 30  | 56    |
| 145 | Saïd Haddou                                                | Bbox Bouygues Telecom | Franciaország             | 26  | 143   |
| 146 | Laurent Lefèvre                                            | Bbox Bouygues Telecom | Franciaország             | 33  | 42    |
| 147 | Alexandre Pichot                                           | Bbox Bouygues Telecom | Franciaország             | 26  | 117   |
| 148 | Pierre Rolland                                             | Bbox Bouygues Telecom | Franciaország             | 22† | 22    |
| 149 | Jurij Trofimov                                             | Bbox Bouygues Telecom | Oroszország               | 25† | 47    |
| 151 | Sylvain Chavanel                                           | Quick Step            | Franciaország             | 30  | 20    |
| 152 | Carlos Barredo                                             | Quick Step            | Spanyolország             | 28  | 63    |
| 153 | Tom Boonen→ Belga országúti bajnok                         | Quick Step            | Belgium                   | 28  | NR-15 |
| 154 | Steven de Jongh                                            | Quick Step            | Hollandia                 | 35  | 153   |
| 155 | Stijn Devolder                                             | Quick Step            | Belgium                   | 29  | 83    |
| 156 | Jérôme Pineau                                              | Quick Step            | Franciaország             | 29  | 88    |
| 157 | Sébastien Rosseler                                         | Quick Step            | Belgium                   | 27  | 104   |
| 158 | Matteo Tosatto                                             | Quick Step            | Olaszország               | 35  | 114   |
| 159 | Jurgen Van de Walle                                        | Quick Step            | Belgium                   | 32  | NR-3  |
| 161 | Vlagyimir Karpec                                           | Katyusa               | Oroszország               | 28  | 13    |
| 162 | Alekszandr Bocsarov                                        | Katyusa               | Oroszország               | 34  | 18    |
| 163 | Joan Horrach                                               | Katyusa               | Spanyolország             | 35  | 74    |
| 164 | Mihail Ignatyjev                                           | Katyusa               | Oroszország               | 24† | 140   |
| 165 | Szergej Ivanov                                             | Katyusa               | Oroszország               | 34  | 40    |
| 166 | Danilo Napolitano                                          | Katyusa               | Olaszország               | 28  | IK-9  |
| 167 | Filippo Pozzato → Olasz országúti bajnok                   | Katyusa               | Olaszország               | 27  | 100   |
| 168 | Nyikolaj Truszov                                           | Katyusa               | Oroszország               | 24† | 122   |
| 169 | Stijn Vandenbergh                                          | Katyusa               | Belgium                   | 24† | 96    |
| 171 | Christophe Moreau                                          | Agritubel             | Franciaország             | 38  | 29    |
| 172 | Maxime Bouet                                               | Agritubel             | Franciaország             | 22† | 70    |
| 173 | Sylvain Calzati                                            | Agritubel             | Franciaország             | 30  | 55    |
| 174 | Brice Feillu                                               | Agritubel             | Franciaország             | 23† | 25    |
| 175 | Romain Feillu                                              | Agritubel             | Franciaország             | 25† | FA-12 |
| 176 | Eduardo Gonzalo                                            | Agritubel             | Spanyolország             | 25  | FA-8  |
| 177 | David Lelay                                                | Agritubel             | Franciaország             | 29  | FA-8  |
| 178 | Geoffroy Lequatre                                          | Agritubel             | Franciaország             | 28  | 64    |
| 179 | Nicolas Vogondy                                            | Agritubel             | Franciaország             | 31  | 68    |
| 181 | Linus Gerdemann                                            | Team Milram           | Németország               | 26  | 24    |
| 182 | Gerald Ciolek                                              | Team Milram           | Németország               | 22† | 126   |
| 183 | Markus Fothen                                              | Team Milram           | Németország               | 27  | 125   |
| 184 | Johannes Fröhlinger                                        | Team Milram           | Németország               | 24† | 78    |
| 185 | Christian Knees                                            | Team Milram           | Németország               | 28  | 21    |
| 186 | Niki Terpstra                                              | Team Milram           | Hollandia                 | 25† | 152   |
| 187 | Peter Velits                                               | Team Milram           | Szlovákia                 | 24† | 32    |
| 188 | Fabian Wegmann                                             | Team Milram           | Németország               | 29  | 137   |
| 189 | Peter Wrolich                                              | Team Milram           | Ausztria                  | 35  | NR-13 |
| 191 | Cyril Lemoine                                              | Skil–Shimano          | Franciaország             | 26  | 144   |
| 192 | Fumiyuki Beppu                                             | Skil–Shimano          | Japán                     | 26  | 112   |
| 193 | Koen de Kort                                               | Skil–Shimano          | Hollandia                 | 26  | 111   |
| 194 | Simon Geschke                                              | Skil–Shimano          | Németország               | 23† | 113   |
| 195 | Jonathan Hivert                                            | Skil–Shimano          | Franciaország             | 24† | 154   |
| 196 | Thierry Hupond                                             | Skil–Shimano          | Franciaország             | 24† | 90    |
| 197 | Piet Rooijakkers                                           | Skil–Shimano          | Hollandia                 | 28  | FA-4  |
| 198 | Albert Timmer                                              | Skil–Shimano          | Hollandia                 | 24† | 130   |
| 199 | Kenny van Hummel                                           | Skil–Shimano          | Hollandia                 | 26  | FA-17 |